# خوان گومس (بازیکن فوتبال اهل مکزیک)
خوان گومس (اسپانیایی: Juan Gómez‎; ۲۶ ژوئن ۱۹۲۴ – ۹ مهٔ ۲۰۰۹) بازیکن فوتبال اهل مکزیک بود.
از باشگاه‌هایی که در آن بازی کرده‌است می‌توان به باشگاه فوتبال اطلس اشاره کرد.
وی همچنین در تیم ملی فوتبال مکزیک بازی کرده‌است.